# チェーリコ
チェーリコ（イタリア語: Celico）は、イタリア共和国カラブリア州コゼンツァ県にある、人口約2,800人の基礎自治体（コムーネ）。

## 地理

### 位置・広がり

#### 隣接コムーネ
隣接するコムーネは以下の通り。
- アクリ
- カザーリ・デル・マンコ
- ラッパーノ
- ロンゴブッコ
- ローゼ
- ロヴィート
- サン・ピエトロ・イン・グアラーノ
- スペッツァーノ・デッラ・シーラ

## 人物

### 著名な出身者
- フィオーレのヨアキム - 12世紀のキリスト教神学者・神秘思想家。
- ジョアッキーノ・グレコ - 17世紀のチェス選手。